# Boaedon maculatus
Espèce
Synonymes
- Lamprophis maculatus (Parker, 1932)

Boaedon maculatus est une espèce de serpents de la famille des Lamprophiidae. 

## Répartition
Cette espèce est endémique de Somalie.

## Publication originale
- Parker, 1932 : Two collections of amphibians and reptiles from British Somaliland. Proceedings of the Zoological Society of London, vol. 1932, p. 335-367.